# Paikiniana mikurana
Paikiniana mikurana is een spinnensoort in de taxonomische indeling van de hangmatspinnen (Linyphiidae).
Het dier behoort tot het geslacht Paikiniana. De wetenschappelijke naam van de soort werd voor het eerst geldig gepubliceerd in 2010 door Ono.